# Goryń (Mazovie)
Pour les articles homonymes, voir Goryń.
Goryń (prononciation : [ˈɡɔrɨɲ]) est un village polonais de la gmina de Jastrzębia dans le powiat de Radom de la voïvodie de Mazovie dans le centre-est de la Pologne.
Il se situe à environ 7 kilomètres au nord-est de Jastrzębia (siège de la gmina), 19 kilomètres au nord-est de Radom (siège du powiat) et à 77 kilomètres au sud de Varsovie (capitale de la Pologne).
Le village compte approximativement une population de 1318 habitants.

## Histoire
De 1975 à 1998, le village appartenait administrativement à la voïvodie de Radom.